# HD 183545
HD 183545，又名BD-21 5410，SAO 188219、HR 7410，是一颗恒星，视星等为6.13，位于銀經17.66，銀緯-17.93，其B1900.0坐标为赤經19h 24m 57.9s，赤緯-21° -17.93′ 12″。